# Okres Bratislava III
Der Okres Bratislava III ist ein Bezirk von Bratislava, der Hauptstadt der Slowakei, im äußersten Westen des Landes mit 62.145 Einwohnern (2007) auf einer Fläche von 75 km² und umfasst folgende ehemals selbstständige Einheiten:  
- Nové Mesto (Neustadt)
- Rača (Ratzersdorf)
- Vajnory (Weinern)

Im Westen grenzt er an den Bezirk Bratislava IV, im Süden an Bratislava I und Bratislava II, im Osten an den Okres Senec und im Norden an den Okres Malacky und Okres Pezinok.

## Bevölkerung
| Jahr                | 1994   | 2004    | 2014    | 2024     |
| ------------------- | ------ | ------- | ------- | -------- |
| Anzahl der Personen | 64.587 | 61.614  | 63.081  | 78.125   |
| Unterschied         |        | −4,60 % | +2,38 % | +23,84 % |

| Jahr                | 2023   | 2024    |
| ------------------- | ------ | ------- |
| Anzahl der Personen | 77.594 | 78.125  |
| Unterschied         |        | +0,68 % |